# Sondosia
Sondosia is een bestuurslaag in het regentschap Bima van de provincie West-Nusa Tenggara, Indonesië. Sondosia telt 2413 inwoners (volkstelling 2010).